# Liste des maires de Cusset
Cette page liste les maires de Cusset — commune de l'Allier, limitrophe de Vichy — depuis 1777.

## Liste des maires

### Avant 1800
- 1777 – 1792 : Henri Duriez
- septembre 1799 – juillet 1800 : Étienne-Benjamin Garand

### 1800-1848
- juillet 1800 – septembre 1804 : Claude Dussaray-Vignolles
- septembre 1804 – 1830 : Claude Bouquet des Chaux
- 1830 – mars 1848 : Marie-Annet Arloing, notaire et conseiller général de l'Allier[Note 1] (1795-1882)

### Deuxième République
- mars 1848 – mai 1848 : Isidore Serée
- octobre 1848 – décembre 1849 : Isidore Serée
- décembre 1849 : Marie Barthelat
- janvier 1850 – mai 1850 : Louis Liandon, Pierre-Louis Gaillard et Joseph Fourneris
- mai 1850 – octobre 1850 : Henri-Ferdinand Rabourdin
- octobre 1850 – janvier 1852 : Léon Forestier
- janvier 1852 – septembre 1852 : François-Philibert Maguet

### Second Empire
- 1852 – 1869 : Joseph Fourneris
- 1869 – 1874 : Félix Cornil (1802-1879), médecin et inspecteur des eaux de Vichy[Note 2].

### Troisième République et État français
- 1874 – 1876 : Hubert Colombier, premier maire de Cusset élu après la chute du Second Empire, fondateur d'une banque à Vichy (elle se trouvait à l'actuel  n°6 de la rue de la Source-de-l'Hôpital[Note 3] ) et avocat au barreau de Cusset. Il fit construire plusieurs villas le long d'une voie privée qu'il avait créée à Vichy, aujourd'hui la rue Hubert-Colombier
- 1876 – 1877 : Félix Cornil, médecin à Cusset, inspecteur des eaux de Vichy (second mandat)
- 1878 – 1883 : Gaspard Cureyras
- 1883 – 1888 : Gabriel Colas
- 1888 – 1892 : Jean-François Radoult de la Fosse, ingénieur en chef des Ponts et chaussées[Note 4] (Villeneuve-sur-Lot, 1825 - Cusset, 1900)
- 1892 – 1898 : James Combe
- 1898 – 1900 : François Frémont, brasseur
- 1900 – 1902 : Randoing
- 1903 – 1915 : Gilbert Roux
- 1915 – 1919 : Pierre Cornil
- 1919 – 1922 : Victor Fru
- 1922 – 1928 : Louis Villard
- 1928 – 1936 : Georges Roux
- 1936 – 1944 : Auguste Dupré, industriel aux carrières de Malavaux

### Depuis la Libération
- 1944 – 1947 : Marcel Gannat (PCF)
- 1947 – 1952 : Georges Roux (2e mandat)
- 1952 – 1953 : Claudius Gouttebel, boucher
- 1953 – 1965 : André Rabineau (1911-2009), DVD, sénateur de l'Allier de 1972 à 1989
- mars 1965 – 1966 : Jean Mathias
- 1966 – mars 1971 : André Pruneyre (PS), médecin
- mars 1971 – mars 1977 : André Rabineau
- mars 1977 – juin 1995 : Jacques Milliet (PS), professeur. Il a mis en œuvre le développement de la zone de Puy-Besseau ou le musée municipal en 1980. Il est décédé en mars 2017[1].
- juin 1995 – mars 2001 : Joseph Bléthon (DVD), vétérinaire
- mars 2001 – 19 mars 2013 : René Bardet (PCF). Né en 1936, cet ancien ouvrier fondeur est devenu militant du PCF à l'âge de vingt-six ans. Il est adjoint au maire en 1977, puis conseiller général depuis 1979 (canton de Cusset de 1979 à 1985, puis du canton de Cusset-Nord entre 1986 et 1992 puis entre 1994 et 2013) et vice-président du conseil général de l'Allier chargé de l'action sociale et du logement en 1998, et conseiller régional d'Auvergne de 1986 à 1998[2],[3]. Il a été président de la communauté d'agglomération de Vichy Val d'Allier entre 2001 et 2008. Il est décédé durant ses mandats de maire et de conseiller général le 19 mars 2013[4]. Deux plaques ont été dévoilées le 12 décembre 2014 dans le square de la rue Saturnin-Arloing[5].
- 29 mars 2013[6] – avril 2014 : Pascale Semet (PCF), vice-présidente du conseil régional d'Auvergne chargée de la politique de la ville, du logement et de l'économie sociale et solidaire[7].
- avril 2014 : Jean-Sébastien Laloy (UMP puis LR), avocat, conseiller départemental du canton de Cusset, 9e vice-président du conseil départemental chargé de la culture, de l'enseignement supérieur et du patrimoine[8], 2e vice-président de Vichy Communauté chargé de l'enseignement supérieur, de la métropole, de la culture, du sport et du tourisme (2017-2020)[9] ; réélu le 25 mai 2020[10] et 2e vice-président de Vichy Communauté chargé du développement économique et du sport (depuis 2020)[11].